# Cathédrale Sainte-Marie de Miami
Pour les articles homonymes, voir Cathédrale Sainte-Marie.
 (janvier 2025).
La cathédrale Sainte-Marie de Miami (en anglais : Cathedral of Saint Mary) est une cathédrale catholique située dans la ville de Miami, principale agglomération de l’État de Floride, aux États-Unis. 
Construite à partir de 1955, elle est le siège de l'archevêché et de l'archidiocèse de Miami.

## Histoire

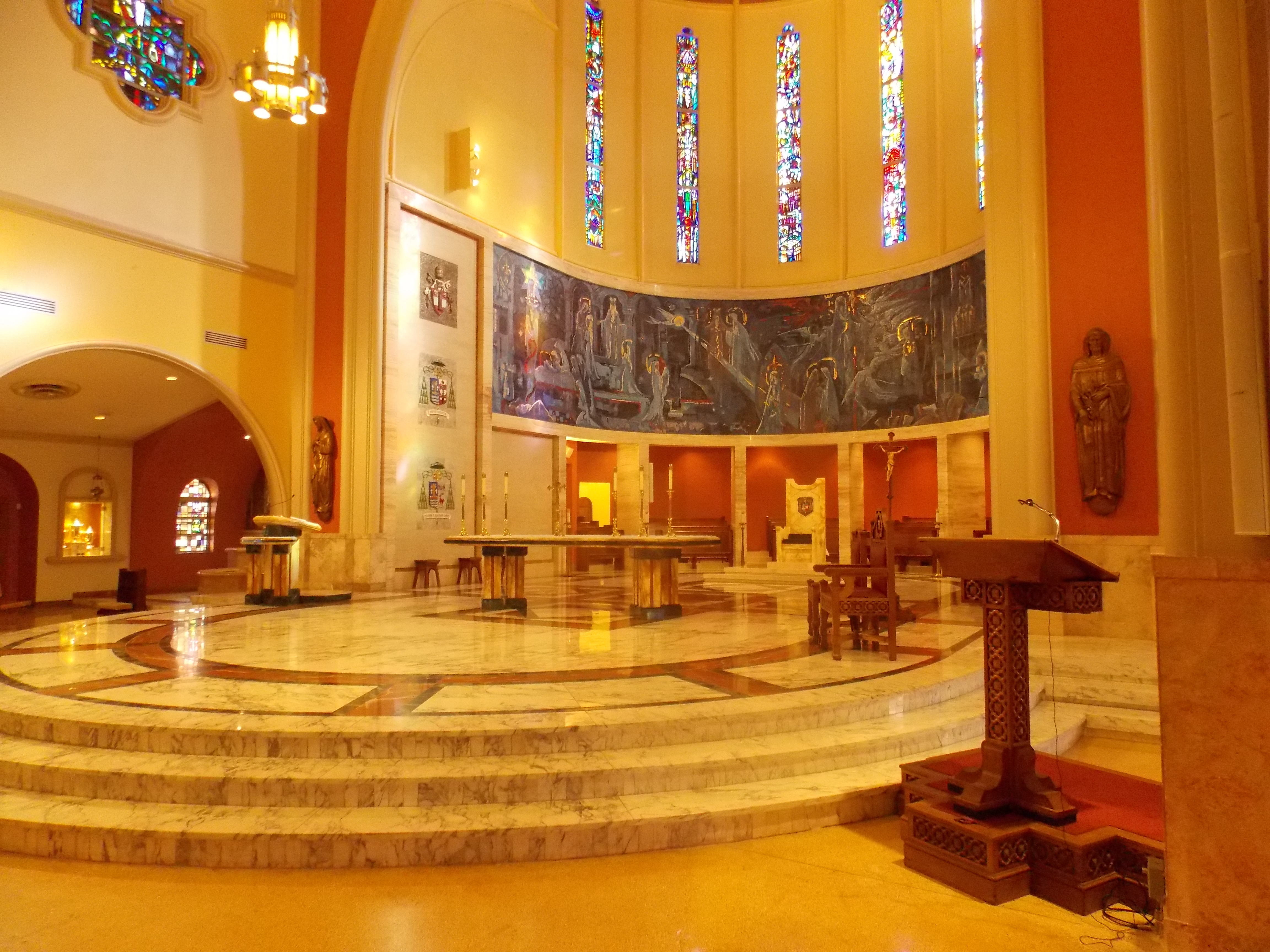
Cathédrale intérieur

### Contexte
L'édifice actuel succède à un premier sanctuaire en bois édifié à cet emplacement en 1936. Pouvant contenir environ 600 fidèles, celui-ci devient rapidement inadapté aux besoins du culte, justifiant la décision des autorités de la paroisse d'ériger un nouveau bâtiment.

### Historique de la cathédrale
La première pierre du nouveau sanctuaire est posée en 1955 au cours d'une cérémonie présidée par l'archevêque Joseph Patrick Hurley (en), tandis que les travaux sont confiés à l'architecte Thomas J. Madden. Hésitant quant au parti architectural, celui-ci décide d'intégrer des éléments empruntés à différents styles, tout en donnant à l'ensemble une allure rappelant le style colonial espagnol.
Le 27 janvier 1957 a lieu la consécration du nouveau sanctuaire, en présence du cardinal Edward Mooney, de Détroit, et du curé Patrick O'Donohue. Le 13 août 1958, le pape Jean XXIII décide de la création d'un nouveau diocèse à Miami. Celui-ci intègre seize paroisses du sud de l'État de Floride qui dépendaient autrefois du diocèse de Saint Augustine. L'église Sainte-Marie est choisie pour devenir la cathédrale du nouveau diocèse et le 7 octobre 1958, l'évêque auxiliaire de Pittsburgh, Coleman Carroll (en), devient le premier évêque de Miami. Du fait de l'élévation du sanctuaire au rang de cathédrale, le nouvel évêque décide d'une nouvelle campagne de travaux : ainsi s'élève notamment la chapelle du Saint-Sacrement ( Blessed Sacrament Chapel ).
Le 13 juin 1968 est créé l'archevêché métropolitain de Miami dont Coleman Carroll reste le titulaire. Lorsque celui-ci décède le 26 juillet 1977, c'est Edward A. McCarthy (en), de Phoenix, qui reprend sa charge.
Le 10 septembre 1987, le pape Jean-Paul II, en voyage pastoral aux États-Unis, vient prier dans la cathédrale Sainte-Marie.
Le 20 décembre 1994, John Favalora (en), ancien évêque de St. Petersburg, en Floride, devient le troisième archevêque de Miami. Thomas Wenski (en) lui succède en 2010.

## Architecture
L'édifice s'inspire du style colonial espagnol. 
Il est constitué d'un vaisseau unique de cinq travées, bordé d'une série de chapelles latérales. Un clocher s'élève au sud de la première travée. L'abside est prolongée par la chapelle du Saint-Sacrement, laquelle est surmontée d'un dôme.

## Pour en savoir plus